# Lilienfeld (Herrschaft)

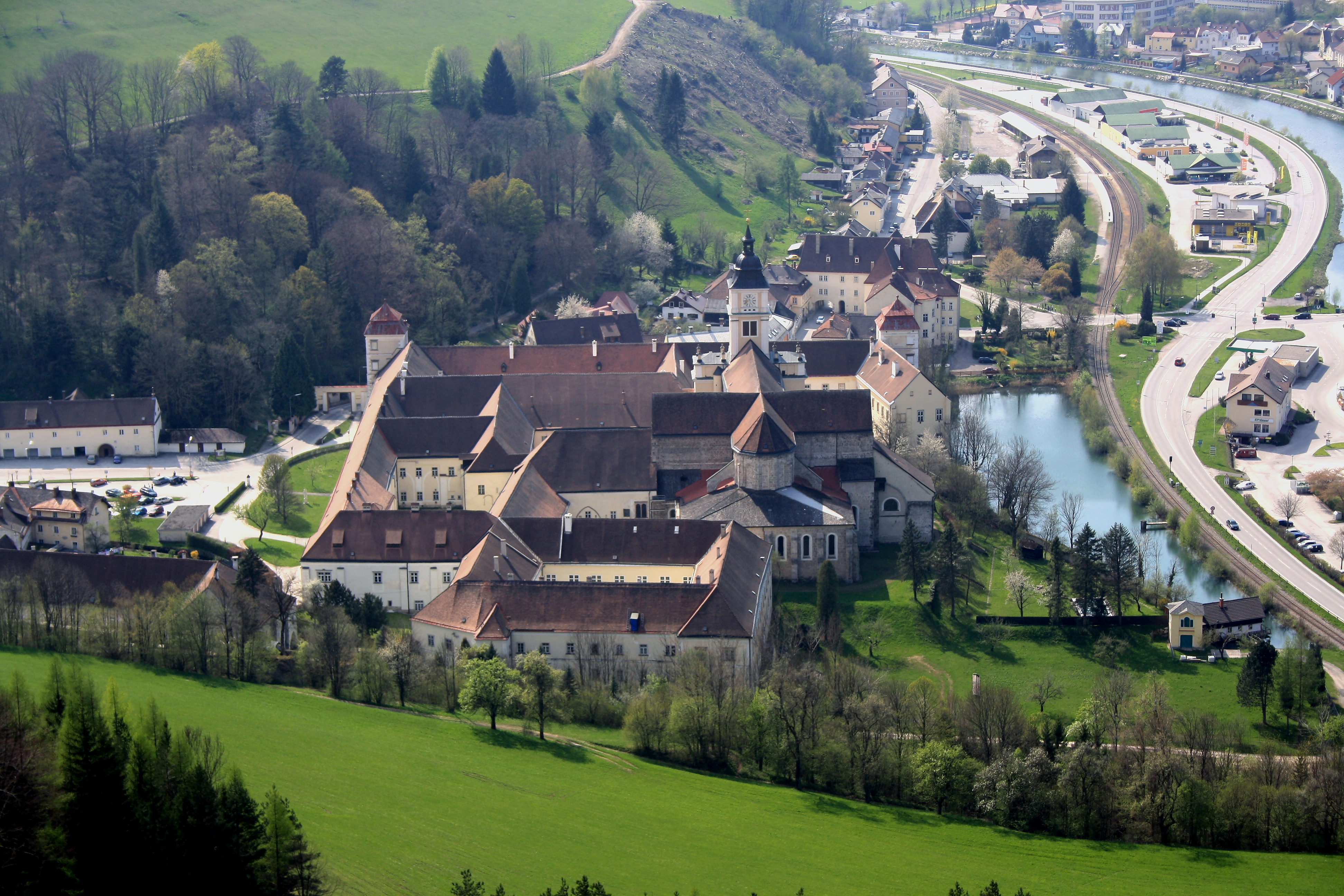
Stift Lilienfeld, Sitz der Verwaltung (2010)

Die Herrschaft Lilienfeld war eine Grundherrschaft im Viertel ober dem Wienerwald im Erzherzogtum Österreich unter der Enns, dem heutigen Niederösterreich.

## Ausdehnung
Die Herrschaft, die weiters aus (den Herrschaften) Kreisbach und Annaberg bestand, umfasste zuletzt die Ortsobrigkeit über Kaumberg, Laabach, Steinbachthal, Höfnergraben, Untertristing und Obertristing, Ramsau, Fahrenbach, Kieneck, Haraseck, Gaupmannsgraben, Schneidbach, Oberhöhe, Oberried, Unterried, Hainfeld, Ob der Kirche, Gölsen, Vollberg, Saugraben, Egg, Heugraben, Landsthal, Unterrohrbach, Oberrohrbach, Prünst, Durlaß, Kleinzell, Hallbach, Ebenwald, St. Veit, Wobach, Pfeningbach, Obergegend, Rainfeld, Bärnreith, Kropfsdorf, Kerschendorf, Schwarzenbach, Wiesenfeld, Maierhofen, Traisenbach, Außerwiesenbach, Innerwiesenbach, Steinwandleithen, Eschenau, Traisen, Wehrabach, Lilienfeld, Vordereben und Hintereben, Innerfahrafeld und Außerfahrafeld, Jägersbach, Schrambach, Jungherrnthal, Dörfl, Markl, Stangenthal, Türnitz, Weidenau, Steinbachrott, Anthofrott, Traisenbachrott, Schildbachrott, Pichlrott, Raxenbachroth, Moosbachrott, Lehenrott, Annaberg, Lassingrott, Langseitenrott, Josefsrott, Mitterbach, Haupttürnitzrott, Wilhelmsburg, Pömern, Kanzling, Wegbach, Handlberg, Wielandsberg, Wolfersberg, Ganzendorf, Göblasbruck, Altenburg, Kreisbachthal, Schloss Kreisbach, Schloss Pergau und Ruine Araburg. Der Sitz der Verwaltung befand sich im Stift Lilienfeld.

## Geschichte
Der letzte Inhaber der Stiftsherrschaft war Ambros Becziczka in seiner Funktion als Abt des Stiftes Lilienfeld. Nach den Reformen 1848/1849 wurde die Herrschaft aufgelöst.